# Kışlaçay, Geyve
Kışlaçay là một xã thuộc huyện Geyve, tỉnh Sakarya, Thổ Nhĩ Kỳ. Dân số thời điểm năm 2008 là 254 người.